# Chilean Electric Tramway and Light Company
La Chilean Electric Tramway and Light Company (CETL, también conocida como Compañía Chilena de Tranvías y Alumbrado Eléctricos) era una empresa chilena de energía existente entre 1898 y 1921.

## Historia

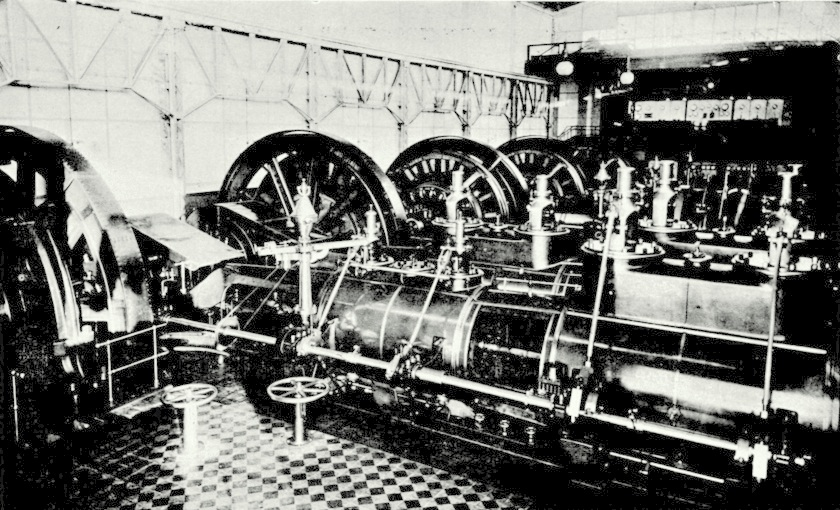
Maquinaria de la empresa en 1903.

Fundada el 3 de mayo de 1898, fue la encargada de instalar el servicio de tranvía eléctrico en Santiago. Tres días después de su creación, el 6 de mayo de 1898, adquirió la Empresa del Ferrocarril Urbano de Santiago, que operaba hasta ese entonces los tranvías de sangre.
Inicialmente creada, al ganar la licitación del servicio, por inversionistas ingleses (Alfred Parrish & Co.) con un capital inicial de un millón y medio de libras esterlinas, construyó la central eléctrica Mapocho, en donde instaló tres unidades generadores de 600 kilovatio cada una en la esquina de las calles Mapocho y Almirante Barroso en el centro de Santiago. Mediante decreto del 15 de diciembre de 1898 fue autorizada para establecer agentes en territorio chileno.
En 1905 la empresa fue adquirida por la alemana Deutsch-Überseeische Elektricitäts Gesellschaft (DUEG), además de adquirir la Elektrische Strassenbahn Valparaíso que operaba el tranvía de Valparaíso en 1906. La DUEG tenía una serie de empresas de electricidad y tranvías en Sudamérica. Su filial en el continente era la Compañía Alemana Transatlántica de Electricidad (CATE).
En 1918 se vende la CETL, y demás empresas de la CATE, a la Compañía Hispano-Americana de Electricidad. Por presión del principal accionista, Whitehall Electric Investment Ltd. of England, en 1921 se fusiona con la Compañía Nacional de Fuerza Eléctrica, pasando a formar parte de la naciente Chilectra. La empresa como parte de su servicio generaba energía eléctrica que vendía a usuarios particulares y empresas, transformándose con el tiempo en su principal fuerte en desmedro del tranvía.